# どうってことないさ
『どうってことないさ』（Che vuoi che sia）は2016年のイタリアのコメディ映画。
監督・脚本・主演はエドアルド・レオ、出演はアンナ・フォリエッタとロッコ・パパレオなど。
新しいビジネスを始めるためのクラウドファンディングによる資金調達がうまくいかずにいた男性が恋人とともに酔っ払った勢いで資金が集まったら2人のセックス動画をネット上で公開すると約束してしまったことから起きる騒動を描いている。
日本では、2017年4月から5月にかけて開催された「イタリア映画祭2017」で上映されたほか、2022年7月から8月にかけてオンラインで開催された「イタリア映画祭2022」第2部で配信された。

## ストーリー
ミラノでフリーランスのコンピュータ技術者としてパソコンの修理などで生計を立てているクラウディオは、新しいビジネスを始めるための資金をクラウドファンディングで調達しようとするが、なかなか思うように集まらない。そんなある日、同棲中の恋人である数学教師のアンナと大酒を呑んで泥酔したクラウディオは、酔った勢いで、資金が集まったらアンナとのセックス動画を公開すると約束する動画をアップロードしてしまう。すると次々と資金が集まり、クラウディオの動画はネットで拡散する。クラウディオは慌てて動画を削除しようとするが、クラウドファンディングのサービス事業者はなかなか対応してくれず、ようやく対応し始めた時には既に目標金額の2万ユーロを達成してしまっていたためキャンセルができなくなる。ネットでの拡散は止まらず、アンナは勤め先の学校から停職処分を言い渡されてしまう。クラウディオとアンナは一躍ネット上の有名人となるが、同時にメディアなどから厳しい批判を受ける。思い悩む2人だったが、ともに大卒であるにもかかわらず、安定した職も充分な収入も得られず、このままでは子供を持つこともできない現状から抜け出すには、セックス動画を公開して大金を手にするしかないと思うようになる。そして、有名ITベンチャー企業のバックアップにより、資金集めと同時に2人の存在は大々的に宣伝されることになる。さらに、アンナの叔母の夫で家を追い出されてアンナたちのアパートを間借りしているフランコは2人のマネージャーとして働くようになる。こうして最終的に25万ユーロを超える資金を集めた2人はセックス動画を生配信する当日を迎える。ところが、カメラの前でセックスを始めたものの、2人の気持ちはすれ違い、言い争いの末にアンナは寝室から出ていく。この呆気ない結末によって騒動は一気に沈静化し、2人への世間の関心はなくなる。クラウディオは元の生活に戻るが、アンナとの関係はぎくしゃくしたものとなる。そしてクラウディオはフランコの助言に従ってアパートを出ていく。
3ヶ月後の9月、身重の新妻を連れてローマから越してきた父マンリオとともにクラウディオは家電屋を経営している。一方、アンナは別の学校で教師として働いている。アンナがアパートを引き払うことになり、クラウディオは荷物を取りにアパートにやって来る。再会した2人は思いを爆発させてセックスをする。事が済むと、ピルを呑んでいないために妊娠を気にするアンナに、クラウディオは「なんとかなるさ」と答える。
クラウディオの壊れたスマホを修理することになった業者のエンジニアは、クラウディオのスマホの中に、かつてクラウディオとアンナが「リハーサル」として撮ったセックス動画があることに気づくと、それを「アンナとクラウディオのセックス動画」としてネットにアップロードする。

## キャスト
- クラウディオ: エドアルド・レオ - フリーランスのコンピュータ技術者。
- アンナ: アンナ・フォリエッタ（イタリア語版） - クラウディオの同棲中の恋人。臨時教員。
- フランコ: ロッコ・パパレオ - アンナの叔母の夫。写真館経営。
- マルコ: ジャンピエロ・ユーディカ - クラウディオの友人。
- イヴァナ: マリナ・マッシローニ（イタリア語版） - フランコの妻。アンナの叔母。
- パオロ: ピエルパオロ・スポッロン（イタリア語版） - 有名ITベンチャー企業の若手重役。
- マンリオ: マッシモ・ウェルトミューラー（イタリア語版） - クラウディオの父。
- ウーゴ: ベボ・ストルティ（イタリア語版） - アンナの父。
- リンダ: マリア・ディ・ビアーゼ（イタリア語版） - アンナの同僚教師。
- マーケティングの女性社員: サラ・マガロッティ - パオロの部下。
- テレビ番組の女性司会者: アンナ・ペティネッリ（イタリア語版）

## 作品の評価
第72回ナストロ・ダルジェント賞の原案賞にノミネートされたが、受賞は果たせなかった。